# Skellefteå AIK

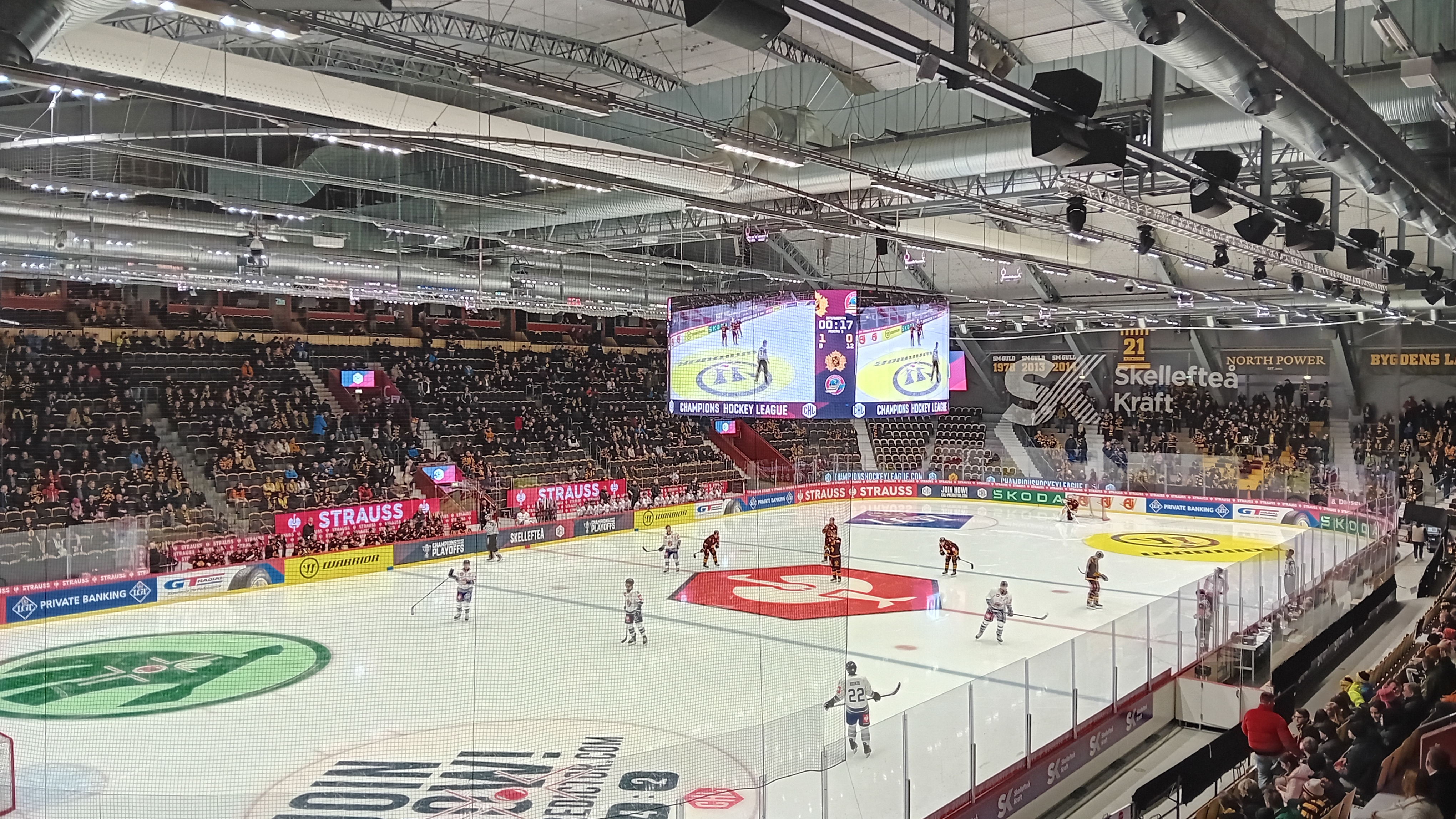
Skellefteå Kraft Arena

Skellefteå AIK is een professionele ijshockeyclub in de Noord-Zweedse stad Skellefteå. De club speelt momenteel in de SHL, de hoogste divisie in het Zweedse ijshockey. Tot dusver heeft de club viermaal het Zweedse kampioenschap gewonnen, in 1978, 2013, 2014 en 2024. Ook werd eenmaal de finale bereikt van de Champions Hockey League, de hoogste Europese ijshockeyliga. De club werd opgericht in 1921, maar ijshockey werd niet gespeeld tot 1943. Thuiswedstrijden worden afgewerkt in de Skellefteå Kraft Arena, met een capaciteit van 5801 plaatsen.